# Marcello Crescenzi (Bischof von Assisi)
Marcello Crescenzi († 13. August 1630) war Bischof von Assisi (1591–1630).

## Leben
Während des Pontifikats von Papst Innozenz IX. wurde Marcello Crescenzi am 13. November 1591 zum Bischof von Assisi ernannt. Die Bischofsweihe erfolgte am 4. Dezember 1591 durch Michele Bonelli, Kardinalbischof von Albano, wobei Paolo Alberi, emeritierter Erzbischof von Dubrovnik, und Rutilio Benzoni, Bischof von Loreto, als Ko-Konsekratoren fungierten. Er amtierte als Bischof von Assisi bis zu seinem Tod am 13. August 1630.
Als Bischof war er der Hauptkonsekrator von:
- Domenico de’ Marini (Patriarch), Bischof von Albenga (1611)
- Francesco Boncompagni, Bischof von Fano (1623)

und der wichtigste Mitkonsekrator von:
- Dionisio Martini, Bischof von Nepi e Sutri (1616)

Während seiner Amtszeit schenkte der Bischof mit Protokoll vom 5. April 1613 die Kirche Santa Maria sopra Minerva dem Dritten Orden des Heiligen Franziskus, damit regelmäßige Gottesdienste durchgeführt werden konnten.